# ریچ‌لوکال
ریچ‌لوکال (انگلیسی: ReachLocal) شرکت تبلیغات آمریکایی است، که در سال ۲۰۰۳ تأسیس شد.